# Risch
Risch (často nazývána také Risch Rotkreuz) je obec ve švýcarském kantonu Zug. Žije zde přibližně 11 tisíc obyvatel.

## Geografie
Obec Risch leží na výběžku masivu Rooterberg, který se táhne až k řeky Lorze v Chamu a odděluje Zugské jezero na východě od řeky Reuss na západě. Z nadregionálního hlediska se Risch nachází v severní části středního Švýcarska mezi Curychem a Lucernem, na hranici s Aargau, a tedy se Švýcarskou plošinou, a z regionálního hlediska na krajním jihozápadě kantonu Zug v oblasti Ennetsee. Nejvyšší bod obce leží v nadmořské výšce 680 m n. m. na hoře Kappelerberg na jihu, nejnižší pak v nadmořské výšce 402 m n. m. na řece Reuss na severozápadě.
Obec Risch se dělí na městečko Rotkreuz, kde žije více než 80 % všech obyvatel, a na obce Buonas, Holzhäusern a Risch. Rotkreuz vznikl v polovině 20. století sloučením osad Waldeten a Rotrüti, později Küntwil a několika jednotlivých statků, čímž vznikla rozptýlená zástavba.
| Počet obyvatel (30. 6. 2015) | Počet obyvatel (30. 6. 2015) |
| Místní část                  | Počet obyvatel               |
| ---------------------------- | ---------------------------- |
| Rotkreuz                     | 8518                         |
| Buonas                       | 753                          |
| Holzhäusern                  | 662                          |
| Risch                        | 506                          |
| Celkem                       | 10 439                       |

Na jihu obec sousedí s okresem Küssnacht v kantonu Schwyz a volebním obvodem Luzern-Land v kantonu Lucern a na západě s okresem Muri v kantonu Aargau. Sousedními obcemi jsou po směru hodinových ručiček obec Küssnacht v kantonu Schwyz, obce Meierskappel, Gisikon, Root a Honau v kantonu Lucern, obce Dietwil a Oberrüti v Aargau a obec Hünenberg v kantonu Zug. Prostřednictvím Zugského jezera sousední Risch také s obcemi Cham a Zug. Trojmezí kantonů lze nalézt na řece Reuss u Rotkreuzu.
Jižní hranice obce prochází lesy Kappelerberg, Sonderi a Honauerwald a leží těsně u vrcholu vyvýšenin Rossberg a Michaelskreuz v podhůří Rooterbergu. Na severu tvoří hranici s Hünenbergem potok Hintere Hölltobelbach, Dersbach a uměle vymezená linie mezi nimi.

## Historie

Oblast Buonas (1952)

První zmínka o obci pochází z roku 1150 pod názvem Risla.
Hrobové nálezy u vesnice Holzhäusern naznačují existenci římského sídliště. Místní jména ukazují na raně alemanské osídlení. osídlení. Počátky farního kostela spadají do 8. nebo 9. století. Farnost se skládala ze dvou panství, která vznikla v oblasti konfliktu mezi městy Zug a Lucern. Prvně jmenovanému se podařilo prosadit své nároky v severní a západní části. V roce 1486 převzalo od kláštera Muri panství Gangolfswil. Stejnojmenné hejtmanství spravoval městský rychtář. Stejnojmenné panství byl spravován městským hejtmanem a podhejtmanem voleným z řad fojtů. Vnitřní záležitosti panství se správním centrem v Holzhäusernu spravovalo družstvo Gangolfswil. S pomocí města Lucernu zřídili Hertensteinové v jihovýchodní části jurisdikci Buonas, jejímž základem byla tvrz Buonas a kostel v Risch. Ačkoli Zug získal vrchnostenskou jurisdikci a další práva, pokusy podřídit Buonas zcela jeho svrchovanosti byly neúspěšné. Hranice farnosti, které následně překračovaly hranice kantonu, byly definitivně stanoveny až ve 20. století.
V roce 1798 bylo území zrušeného panství Gangolfswil a bývalého panství Buonas spojeno do obce Risch, v níž vzhledem k sídelní struktuře a absenci jasného centra až do poloviny 20. století převládalo zemědělství. Zatímco v roce 1850 pracovaly v tomto odvětví téměř tři čtvrtiny všech zaměstnanců, v roce 1955 to bylo ještě více než 50 %; v roce 2005 to bylo 2,3 %, tedy méně než celostátní průměr 5,4 %. Rozhodující zlom nastal v roce 1882, kdy byl otevřen úsek jižní dráhy Rotkreuz-Immensee jako přivaděč ke Gotthardské dráze, která byla otevřena ve stejné době. Vesnice Rotkreuz se stala důležitým železničním uzlem a od roku 1979 také dálničním uzlem (dálnice A4 a A14) a ve druhé polovině 20. století se vyvinula v centrum obce, jejíž počet obyvatel se v letech 1960–2000 více než ztrojnásobil. Ještě více se zvýšil počet pracovních míst; v roce 2005 počet dojíždějících do zaměstnání převýšil počet vyjíždějících o více než čtvrtinu.

## Obyvatelstvo
| Vývoj počtu obyvatel | Vývoj počtu obyvatel | Vývoj počtu obyvatel | Vývoj počtu obyvatel | Vývoj počtu obyvatel | Vývoj počtu obyvatel | Vývoj počtu obyvatel | Vývoj počtu obyvatel | Vývoj počtu obyvatel | Vývoj počtu obyvatel | Vývoj počtu obyvatel | Vývoj počtu obyvatel | Vývoj počtu obyvatel | Vývoj počtu obyvatel | Vývoj počtu obyvatel | Vývoj počtu obyvatel | Vývoj počtu obyvatel | Vývoj počtu obyvatel | Vývoj počtu obyvatel | Vývoj počtu obyvatel | Vývoj počtu obyvatel | Vývoj počtu obyvatel | Vývoj počtu obyvatel | Vývoj počtu obyvatel | Vývoj počtu obyvatel |
| -------------------- | -------------------- | -------------------- | -------------------- | -------------------- | -------------------- | -------------------- | -------------------- | -------------------- | -------------------- | -------------------- | -------------------- | -------------------- | -------------------- | -------------------- | -------------------- | -------------------- | -------------------- | -------------------- | -------------------- | -------------------- | -------------------- | -------------------- | -------------------- | -------------------- |
| Rok                  | 1743                 | 1798                 | 1817                 | 1830                 | 1836                 | 1847                 | 1850                 | 1860                 | 1870                 | 1880                 | 1888                 | 1900                 | 1910                 | 1920                 | 1930                 | 1941                 | 1950                 | 1960                 | 1970                 | 1980                 | 1990                 | 2000                 | 2010                 | 2020                 |
| Počet obyvatel       | 667                  | 736                  | 793                  | 820                  | 923                  | 1004                 | 1005                 | 1027                 | 896                  | 1235                 | 1171                 | 1047                 | 1106                 | 1258                 | 1281                 | 1449                 | 1630                 | 2038                 | 3182                 | 3988                 | 5414                 | 7241                 | 9085                 | 11 212               |

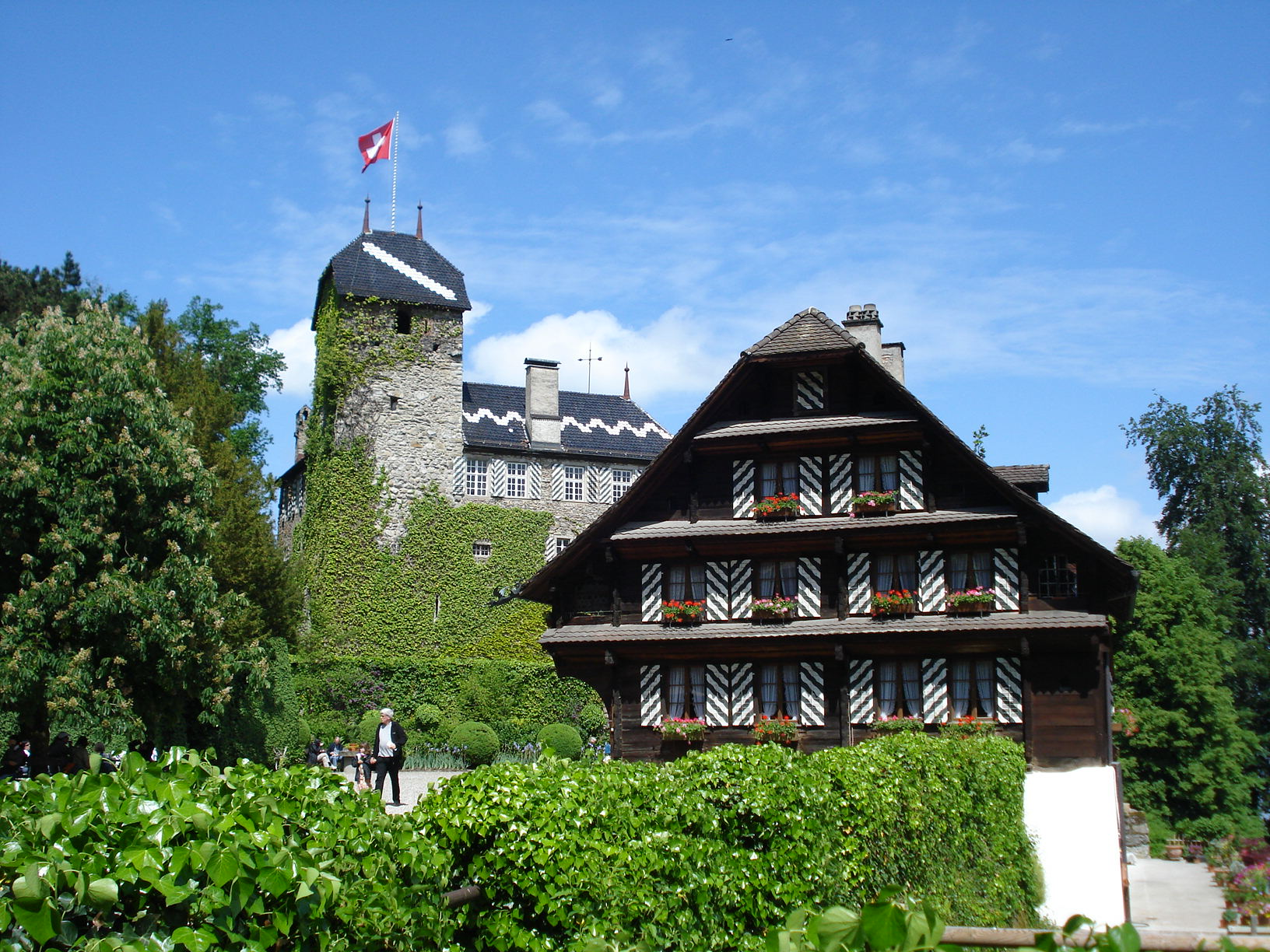
Zámek Buonas

Před vybudováním železnice kolem roku 1860 se obec Risch rozrůstala jen pomalu. V době Staré švýcarské konfederace zde žilo asi 700 obyvatel ve 150 domácnostech, což odpovídalo přibližně pěti lidem na domácnost. Od dob Helvétské republiky se počet obyvatel zvyšoval. Krátce před rokem 1850 vzrostl na více než 1000 obyvatel ve 167 domácnostech, což odpovídalo přibližně šesti lidem na domácnost. V roce 1880 dosáhl počet obyvatel nejvyšší hodnoty 1235. V důsledku převedení gotthardské dopravy na železniční trať východně od Zugského jezera počet obyvatel od roku 1897 klesal a obnovil se až kolem roku 1920. Od roku 1930 začal počet obyvatel trvale růst, přičemž tento trend zesílil od roku 1970 v důsledku urbanistického rozvoje Rotkreuzu, který se z malé železniční vesnice stal malým městem. Od roku 1960 se počet domácností zvýšil ze 441 (1960) na 806 (1970), 1321 (1980) a 1786 v roce 1985, zatímco počet osob na domácnost klesl z 5,7 (1888) na 4,8 (1950), 3,9 (1970) a nakonec na 2,9 osoby na domácnost v roce 1985. Vzhledem k silnému nárůstu počtu obyvatel o více než 5000 (více než 50 %) mezi lety 1980 a 2010 patřil Risch k obcím s největší (procentuální i absolutní) změnou počtu trvale bydlících obyvatel ve Švýcarsku mezi lety 1980 a 2000. Od roku 2008 je příliv obyvatel výrazně vyšší než jejich odliv. V některých případech byl absolutní počet nově příchozích vyšší než ve městě Zug.

### Jazyky

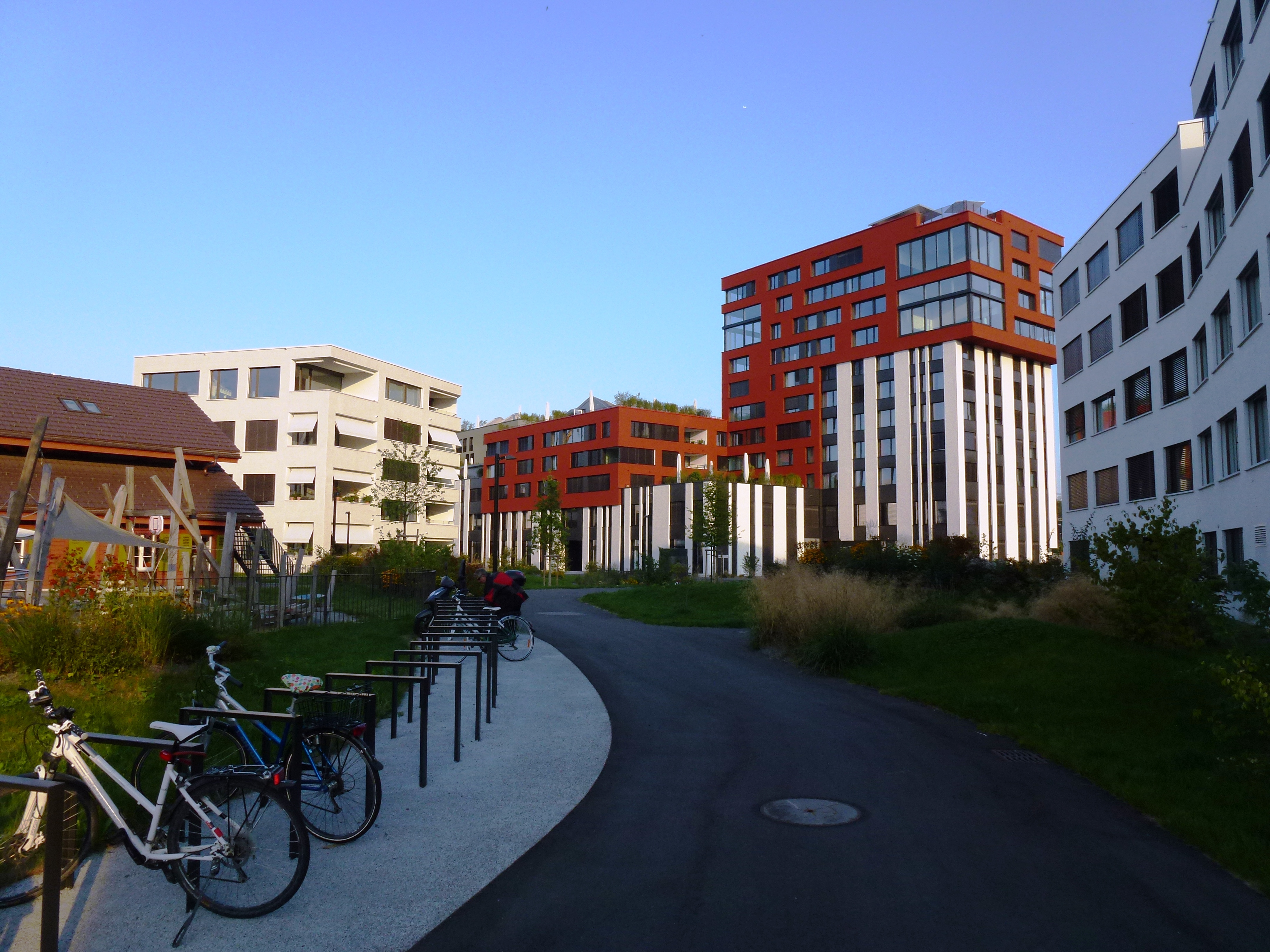
Moderní výstavba v obci

Běžným jazykem je švýcarská němčina, vrcholně alemanský dialekt. Používají se také jazyky přistěhovalců z jiných jazykových oblastí ve Švýcarsku i v zahraničí.
Většina obyvatel (k roku 2000) hovořila německy (84,3 %), druhou nejčastější řečí byla srbochorvatština (3,3 %) a třetí italština (2,7 %).

### Náboženství
V dřívějších dobách se všichni obyvatelé hlásili k římskokatolické církvi. Při sčítání lidu v roce 1850 tvořili celou populaci (1005 obyvatel) katoličtí křesťané. Při posledním klasickém sčítání v roce 2000 bylo ze 7241 obyvatel 4557, tj. 62,93 %, katolíků a 1007, tj. 13,91 %, reformovaných křesťanů. Dále zde žilo 497 muslimů a 176 pravoslavných křesťanů. Celých 501 osob bylo bez vyznání a 284 osob neuvedlo své vyznání.

## Hospodářství

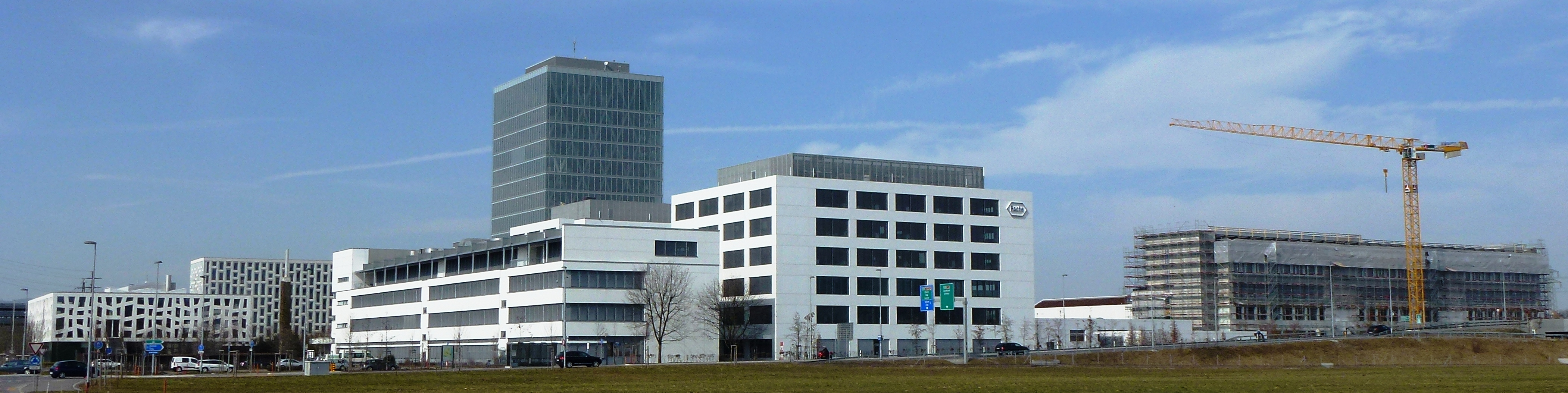
Sídlo Roche Diagnostics v Rotkreuz

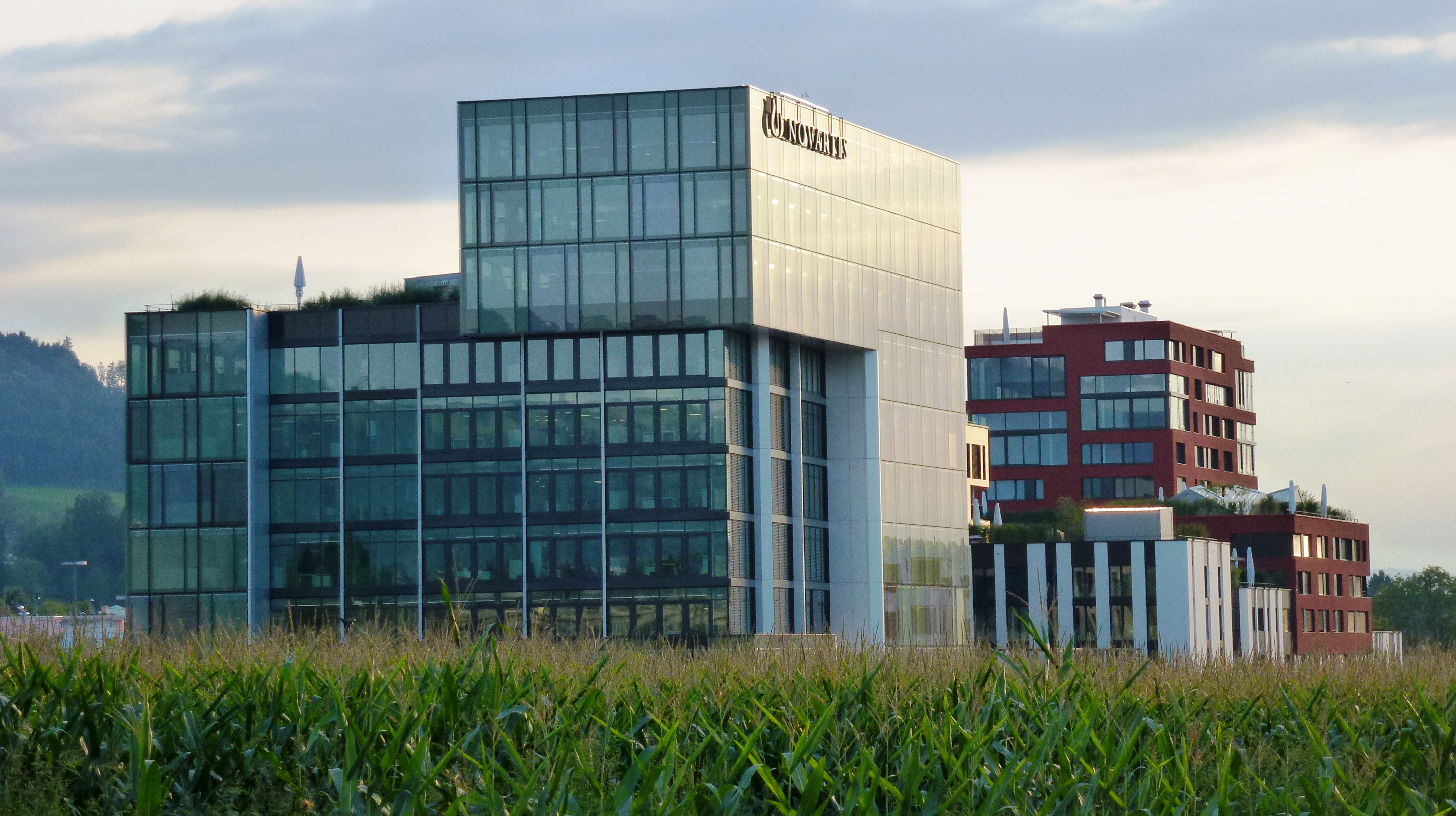
Administrativní budova Novartis v Rotkreuz

K hospodářskému vzestupu obce Risch s největšími nárůsty v oblasti obchodu a průmyslu došlo v 80. letech 20. století a na počátku 21. století. Vzhledem k silnému nárůstu počtu obyvatel a stále se snižujícím daním v kantonu Zug se v obci usadilo mnoho významných firem se sídlem a pobočkami, zejména v Rotkreuzu. Velké společnosti a malé a střední podniky tvoří dohromady více než 1600 firem s více než 1000 podniky v oblasti obchodu a služeb (stav k roku 2007). většina firem sídlí v severní a východní části Rotkreuzu, v blízkosti dálnice, v centru Rotkreuzu a ve čtvrti Langweid, která je v současné době ve výstavbě. Risch byl důležitou součástí vzestupu Zugu, který se stal mezinárodním finančním a obchodním centrem. Podle britského deníku Guardian je nyní region „významným centrem světové ekonomiky“.
Nejvýznamnějším zaměstnavatelem v obci je sídlo společnosti Roche Diagnostics a švýcarské distribuční společnosti Hoffmann-La Roche v Rotkreuzu. Společnost Roche Diagnostics svůj areál výrazně rozšířila a stala se sídlem obchodní jednotky Roche Professional Diagnostics a v roce 2012 nabídla až 1700 pracovních míst, což odpovídá trojnásobnému nárůstu během šesti let. S tímto počtem zaměstnanců je Roche Diagnostics největším zaměstnavatelem v kantonu Zug (bez veřejné správy), před společností Siemens. Hoffmann-La Roche provozuje také mezinárodní školicí středisko na zámku Buonas, který je od roku 1997 ve vlastnictví farmaceutické společnosti. V roce 2013 se v obci usadila další farmaceutická společnost Novartis. Kromě centralizace švýcarských poboček společností Novartis Pharma, Sandoz Pharmaceuticals, Alcon a Consumer Health v Rotkreuzu se plánovala výstavba školicího střediska na sídlišti Aabach; projekt byl v roce 2014 zrušen. Společnost Novartis je jedenáctým největším zaměstnavatelem v kantonu Zug, čímž vytváří regionálně významný farmaceutický klastr a Rotkreuz se stal významným švýcarským farmaceutickým centrem.

## Doprava

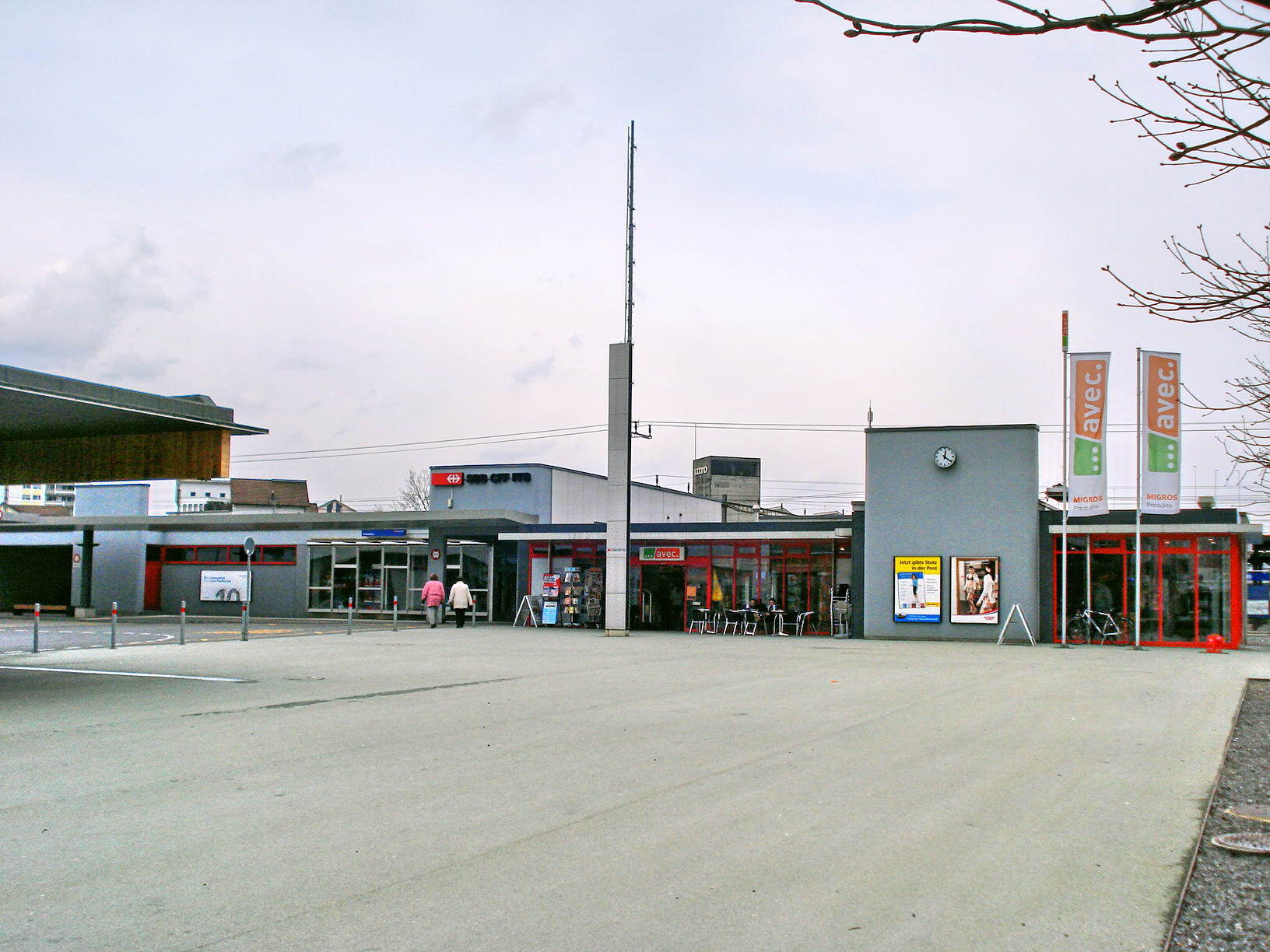
Železniční stanice Rotkreuz

V historii obce Risch byla tato oblast regionální křižovatkou mezi Curychem, Zugem a Lucernem a od poloviny 19. století se vyvinula v důležitý dopravní uzel mezi Alpami, středním Aargau, Německem a Itálií.
Obec je napojena na železniční veřejnou dopravu linkou S1 systému S-Bahn Zug. Cesta do Zugu trvá asi 15 minut. Obec Risch hraje důležitou roli v železniční dopravě. V roce 1972 bylo v Rotkreuz otevřeno větší nádraží, které spolu s přilehlým seřaďovacím nádražím činí z Rotkreuz důležitý sběrný a distribuční uzel pro střední Švýcarsko a zajišťuje přímé dopravní spojení s nejdůležitějšími seřaďovacími nádražími v německy mluvícím Švýcarsku a Ticinu. V rámci projektu Rail 2000 proběhla výstavba prodloužení tratí do Chamu a Rotsee a od roku 2017 je stanice po sedmileté přestávce opět spojena dálkovou dopravou s Milánem. Stanice hraje důležitou roli v místní dopravě díky své funkci uzlu pro S-Bahn Zug, Lucern a Aargau.
Obcí prochází hlavní silnice č. 4 a východně od obce vede dálnice A4/A14.

## Osobnosti
- Hans Kollhoff (* 1946), německý architekt
- Daniel Vasella (* 1953), švýcarský manažer